# Fixing a Hole
«Fixing a Hole» (рус. Заделывая дыру) — песня, написанная Полом Маккартни (приписана Леннону и Маккартни) и вышедшая на альбоме Sgt. Pepper's Lonely Hearts Club Band группы «Битлз» в 1967 году.

## История песни
В своём интервью от 1967 года Маккартни сказал, что отдельные строки песни были написаны о фанатах, которые шатались вокруг его дома днём и ночью и чьё поведение он находил неприятным: «See the people standing there, who disagree and never win, and wonder why they don’t get in my door» («Посмотри на людей, стоящих снаружи; они сами себе противоречат и никогда ничего не достигнут, а ещё удивляются, почему им не суждено войти в мою дверь»).
Среди критиков и фанатов «Битлз» нередко приводятся самые разнообразные версии по поводу того, о чём действительно повествует эта песня. Некоторые полагают, что Маккартни вдохновился написанием этой песни после ремонта крыши в своём летнем домике в Шотландии. Другие полагают, что песня на самом деле повествует об инъекции героина или об употреблении марихуаны (сленговое значение английского глагола to fix — «принять дозу, уколоться, ширнуться»).

## Музыкальная структура
Песня чередует фа-минор (в куплете) и фа-мажор (в припеве) в основном размере 4/4 при структуре Вступление->Куплет->Куплет->Припев->Куплет->Куплет (гитарное соло)->Припев->Куплет->Концовка (затихающая). Первую дорожку Джордж Мартин открывает на клавесине, играя стаккато, короткую спускающуюся хроматическую партию (подобно «Michelle») в размере 4/4, а хай-хет Ринго Старра последнем такте вступления начинает свинговый бит, продолжающийся до конца песни. Первый
восьмитактовый куплет начинает вокал Маккартни на третьей дорожке («I’m fixing a hole where the rain gets in»). Оптимистичное слово «Fixing» здесь поется под фа-мажорный аккорд фортепьяно (бас на первой дорожке также играет ноту фа), но на слове «hole» в аккорде звучит нота соль диез G# (бас теперь играет ноту до или 5-ю ступень как в фа-мажоре, так и в фа-миноре) переходя к пентатоническому фа-минорному строю на более грустном «rain gets in». Фа-минорная тональность мелодии в куплете оттеняется блюзовой минорной 7-й и поднятой в дорийском стиле 6-й ступенями. Клавесин повторяет спускающуюся хроматическую партию в фа-миноре в свинговом бите.

## Запись песни
Первая из двух сессий, посвящённых песне, состоялась в студии «Regent Sound Studio» в Лондоне 9 февраля 1967 года, когда было записано три дубля (причём перед непосредственно записью участники группы необычно долго репетировали). Группа была вынуждена использовать другую студию, так как привычная для них студия «Эбби Роуд» в ту ночь была недоступна. В истории «Битлз» это был первый случай, когда песня для лейбла EMI записывалась не в студии «Эбби Роуд». Основной вокал записывался одновременно с ритмической дорожкой, несмотря на то, что уже в 1963 году участники группы при записи песен стали дозаписывать вокал отдельно.
21 февраля, уже в привычной студии «Эбби Роуд», участники группы записали ещё один полный дубль, к которому были дозаписаны отдельные партии подголосков, гитары и маракасов.
Дубли первый и третий доступны в юбилейном переиздании альбома Sgt. Pepper’s Lonely Hearts Club Band.
В записи участвовали:
- Пол Маккартни — дважды записанный и сведённый вокал, бас-гитара
- Джон Леннон — подголоски
- Джордж Харрисон — подголоски, дважды записанная и сведённая соло-гитара
- Ринго Старр — ударные, маракасы
- Джордж Мартин — клавесин

## Кавер-версии
- Американская группа The Fray исполнила эту песню 2 июня 2007 года в честь сороковой годовщины выхода альбома Sgt. Pepper’s Lonely Hearts Club Band[5].